# Tracta (automobile)
Tracta est un constructeur automobile établie à Asnières, entre les années 1926 et 1934. Elle se distingua notamment par l'adoption précoce de la traction avant, une configuration alors novatrice dans l'industrie automobile.

## L'entreprise
L'ingénieur Jean-Albert Grégoire, maître d'œuvre tant pour la direction que pour la conception des véhicules, assurait la gouverne de l'entreprise, fermement soutenu dans ses entreprises par son ami et mécène, Pierre Fenaille. 

## Voitures

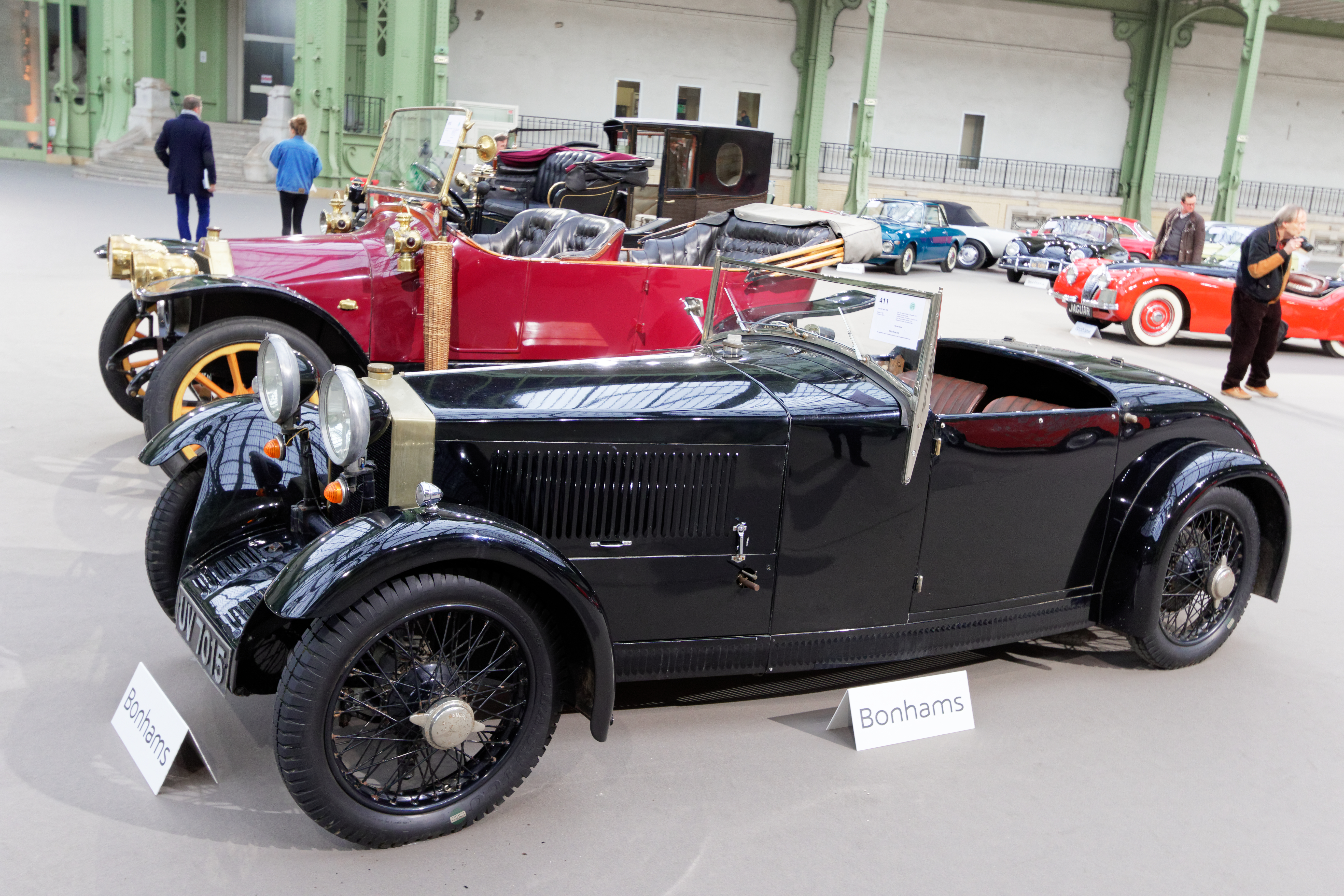
Type D2 Sport 1928

Initialement conçues et manufacturées en quantité restreinte pour les compétitions sportives, ces automobiles furent présentées au grand public lors du prestigieux Salon de l'automobile de Paris en 1927, où elles furent proposées à la vente pour une utilisation routière. Ces véhicules innovants étaient équipés d'un système de traction avant novateur, reposant sur le brevet Tracta de Grégoire, qui associait un joint homocinétique à une suspension avant indépendante à montant coulissant. L'arrière, quant à lui, était doté d'un essieu moteur suspendu par des ressorts à lames quart-elliptiques. La gamme de motorisations, toutes à essence et fabriquées par S.C.A.P., comprenait des cylindrées de 1100, 1200, 1500 et 1600 cm3. En option, un compresseur Cozette pouvait suralimenter ces mécaniques. La version 1500 cm3, équipée du compresseur, était réputée pouvoir atteindre la vitesse vertigineuse de 128 km/h. 
Les premières automobiles furent confectionnées dans un modeste atelier établi à Versailles. Cependant, Grégoire transféra promptement ses activités dans une petite fabrique sise à Asnières. Après la production d’environ cent quarante véhicules, les moteurs d’origine furent supplantés par des propulseurs à six cylindres de 2,7 litres, manufacturés par Continental, ainsi que par des moteurs de 3 et 3,3 litres issus des ateliers de Hotchkiss. Ces nouveaux moteurs furent intégrés à des voitures de tourisme habillées de carrosseries coupé et berline.
Les modèles notables portaient les noms suivants :
- Tracta Type A
- Tracta Type A Gephi
- Tracta Type E
- Tracta Type D2 Sport
- Tracta Spéciale

## Compétition

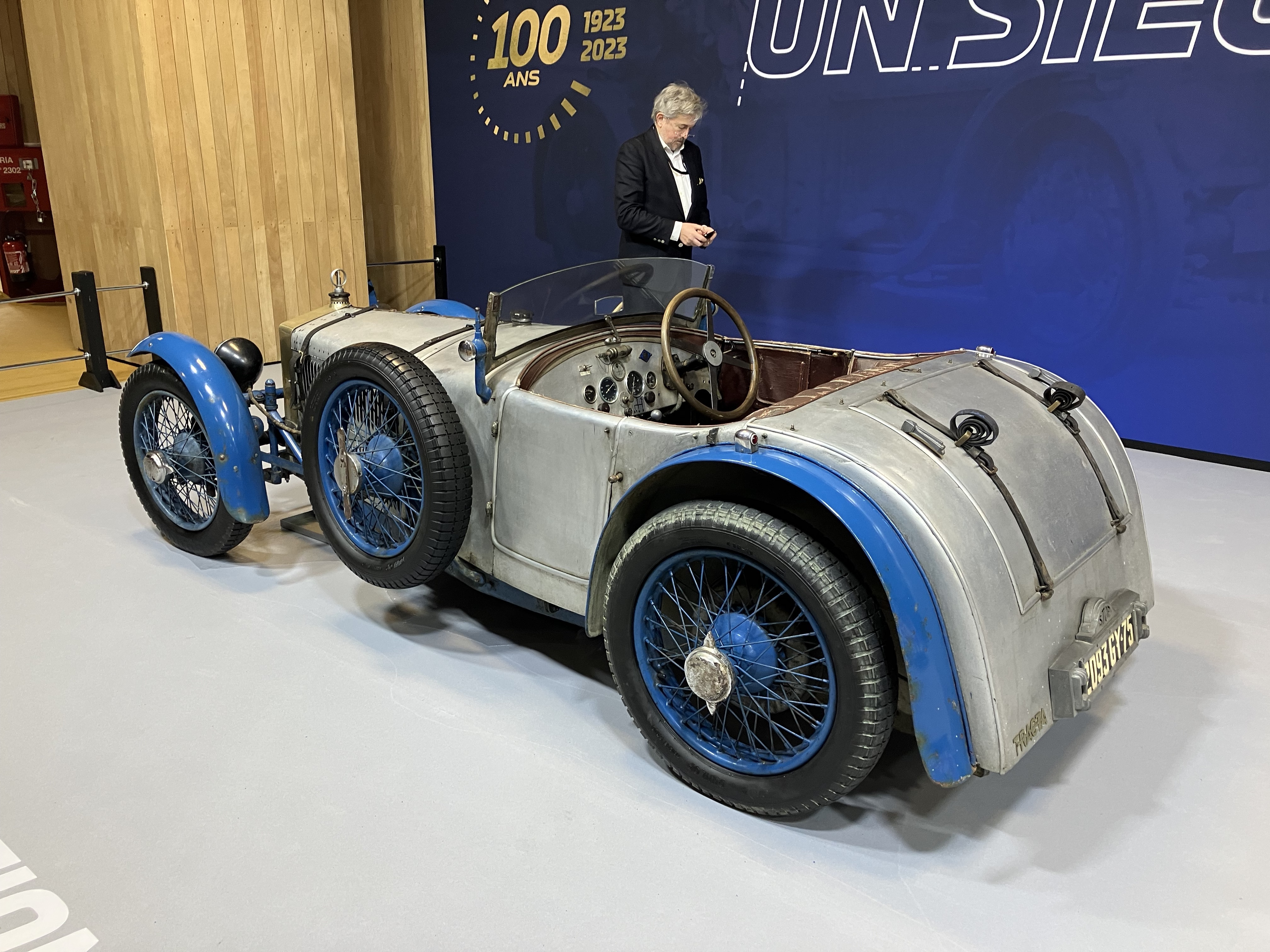
Gephi type A 1927

### 24 Heures du Mans

#### 1927
Les 24 Heures du Mans de 1927 marquèrent les débuts de la marque Tracta dans cette prestigieuse épreuve d'endurance. L'écurie engagea deux modèles Gephi de type A. Malheureusement, la voiture portant le dossard 19 ne put prendre le départ, accidentée sur le trajet menant au circuit. Quant à la voiture numéro 20, elle franchit la ligne d'arrivée en septième position.

#### 1928
Aux 24 Heures du Mans de 1928, trois automobiles prirent part à cette compétition, dont deux exemplaires du modèle Type A, l’un d’eux étant confié à la conduite de Grégoire en sa propre compagnie. À celles-ci s’ajoutait une Type A Gephi. Les trois véhicules parvinrent à rallier l’arrivée, bien que relégués à des positions modestes au sein du classement général.

#### 1929
En l'année 1929, Tracta fit son retour au Mans avec une écurie composée de quatre véhicules. Parmi ceux-ci figuraient trois modèles de Type A, équipés de moteurs à quatre cylindres à quatre temps suralimentés, et un quatrième exemplaire dénommé « Spéciale », doté d'un moteur expérimental à deux temps. Ce dernier avait été conçu par l'ingénieur Cozette, dont la réputation à l’époque s’étendait davantage à ses travaux sur les compresseurs qu’à la conception de motorisations novatrices. Des quatre voitures engagées dans la compétition, seules deux parvinrent à franchir la ligne d’arrivée. Quant à la « Spéciale », elle dut abandonner prématurément après avoir parcouru quarante-trois tours, vraisemblablement en raison des contingences inhérentes à la mise au point d’une mécanique aussi audacieuse qu’inédite. 

#### 1930
Lors de l'édition 1930 des 24 Heures du Mans, seules deux voitures de type A prirent le départ, se classant respectivement huitième et neuvième.

## Fin
L’entreprise n’a pas su prospérer dans l’industrie automobile, son activité manufacturière s’étant trouvée inexorablement déficitaire. En conséquence, la production de véhicules fut interrompue en 1934. Toutefois, Grégoire conserva la maîtrise de l’établissement d’Asnières, qu’il affecta dès lors à ses propres entreprises de conception et d’ingénierie. Ce lieu devint l’épicentre de ses innovations, notamment pour la mise au point du châssis et du moteur de son « Cabriolet Sport », élaborés au mitan des années 1950. Ce projet suivit une rupture acrimonieuse avec la Hotchkiss, survenue à l’issue de leur collaboration autour du modèle Hotchkiss Grégoire. Cette automobile, quoique audacieuse sur le plan technique, s’avéra être un revers commercial. Les dissentiments, nourris par cet échec, scellèrent la fin de leur partenariat, tandis que Grégoire poursuivit son œuvre en marge des grandes manufactures de l’époque, fidèle à ses propres aspirations mécaniques et conceptuelles.

## Héritage

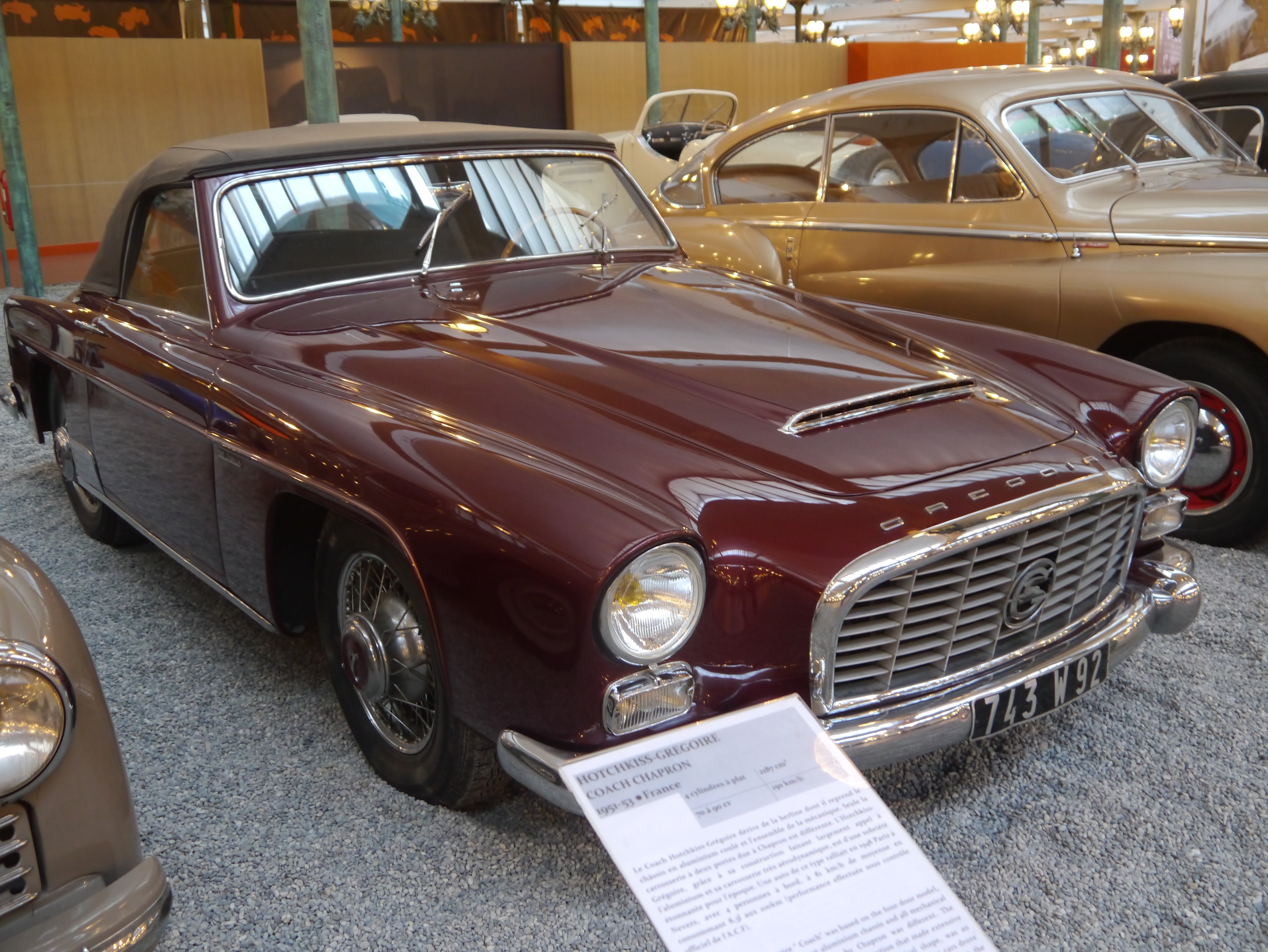
Hotchkiss-Grégoire Sport Cabriolet avec carrosserie Chapron

En l’an de grâce 1955, Grégoire fit montre d’un prototype captivant de cabriolet sportif, lequel se distinguait par une configuration singulière alliant audace et technicité. Doté d’une carrosserie façonnée avec soin par le maître-carrossier Henri Chapron, ce véhicule novateur s’érigeait sur un châssis à traction avant, exploitant un moteur boxer OHV suralimenté de 1,8 litre, ingénieusement logé en avant des roues antérieures. Ce propulseur, de cylindrée exacte de 2188 cm³, se révélait aussi sophistiqué qu’efficace pour l’époque. La construction de ce modèle d’exception fut strictement limitée à quatre exemplaires, ce qui conféra à cette série une rareté incontestable. D’un point de vue mécanique, la conception de cette automobile s’inspirait étroitement de celle qu’André Grégoire avait élaborée pour la maison Hotchkiss à la fin des années 1940, un héritage qu’il avait su transfigurer en un véhicule d’une esthétique renouvelée et d’un caractère bien affirmé. La carrosserie à deux portes épousait des lignes épurées et harmonieuses, illustrant le savoir-faire incomparable de Chapron. 
Il demeure incertain dans quelle mesure Grégoire nourrissait l'intention sincère de commercialiser les cabriolets sportifs qu'il exposa au cours des années 1950. Toutefois, ces véhicules représentaient indubitablement une démonstration éclatante de son génie d'ingénieur et de sa vision technologique. Ce modèle est généralement désigné sous l'appellation de Grégoire Sports Cabriolet. Il convient de rappeler que Grégoire conserva, malgré tout, les droits sur l’usage de l’appellation Tracta, déjà associée à certaines de ses créations antérieures. Parmi les exemplaires produits, deux cabriolets furent présentés en grande pompe en octobre 1956 lors du 43e Salon de l'Automobile de Paris. L'un se trouvait sur le stand de l'éminent carrossier Henri Chapron, tandis que l'autre, installé sur un modeste emplacement adossé au mur, jouxtait le stand de la société britannique AC et portait l'identification Grégoire (Tracta). En 1956, le constructeur fixait le prix de cette voiture à 3 500 000 francs, une somme notablement supérieure aux 2 869 000 francs exigés à l'époque pour la Facel Vega FV, un modèle pourtant de dimensions plus imposantes et doté d'une motorisation plus puissante. 

## Galerie

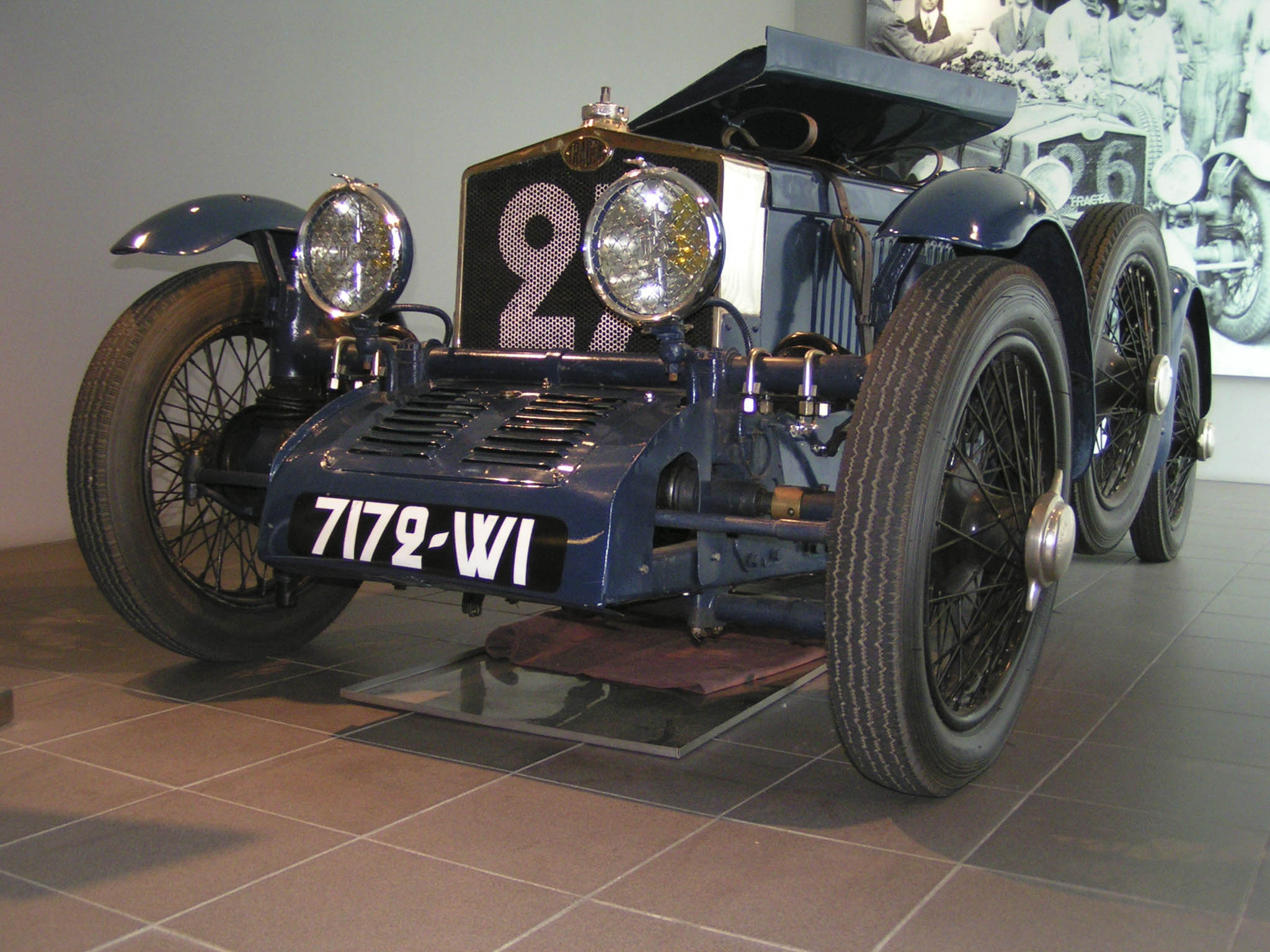
Tracta A 1929, vainqueur de sa catégorie et 7e au total aux 24 heures du Mans, 1929.
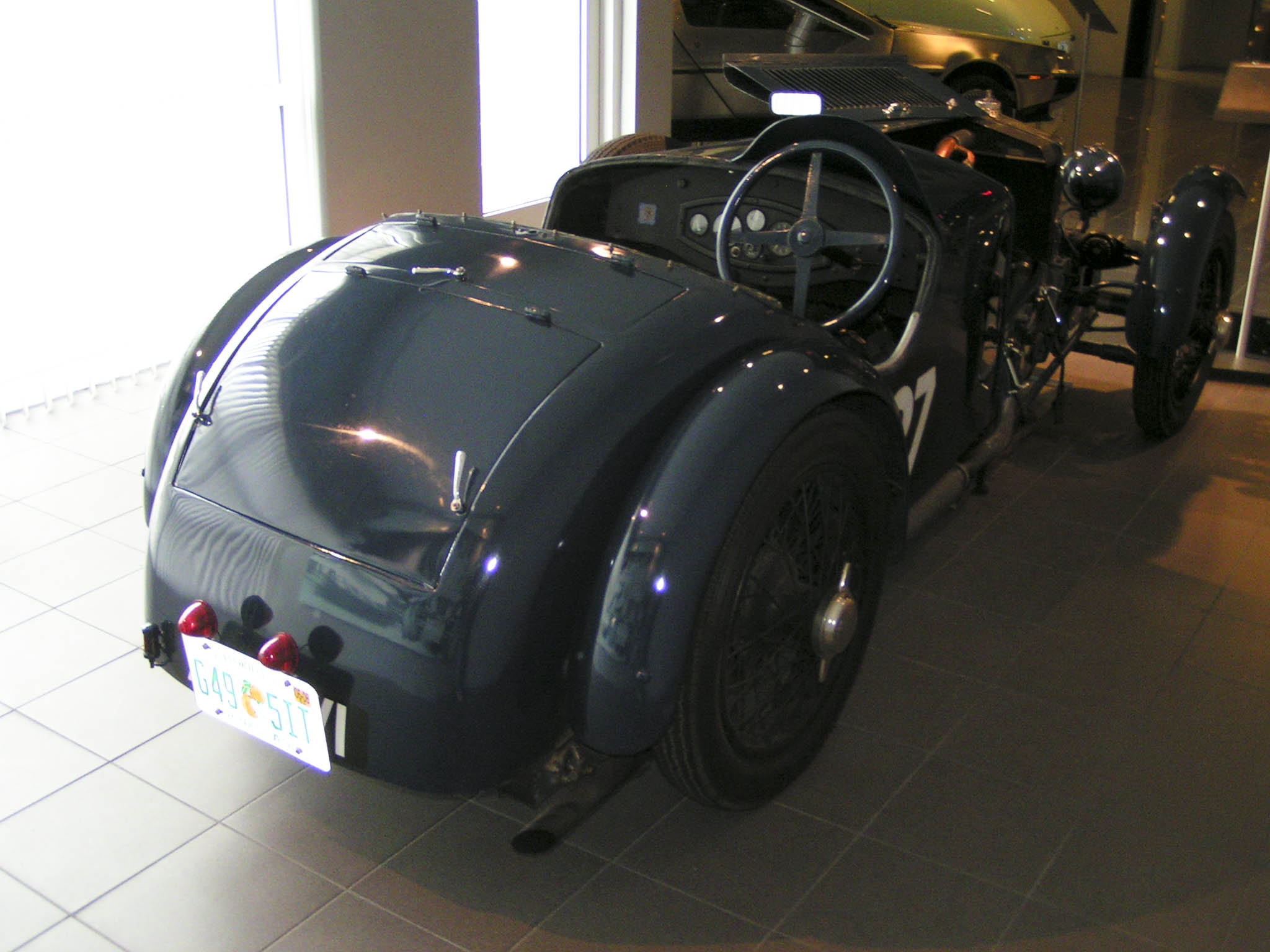
Tracta A Le Mans 1929 (arrière).
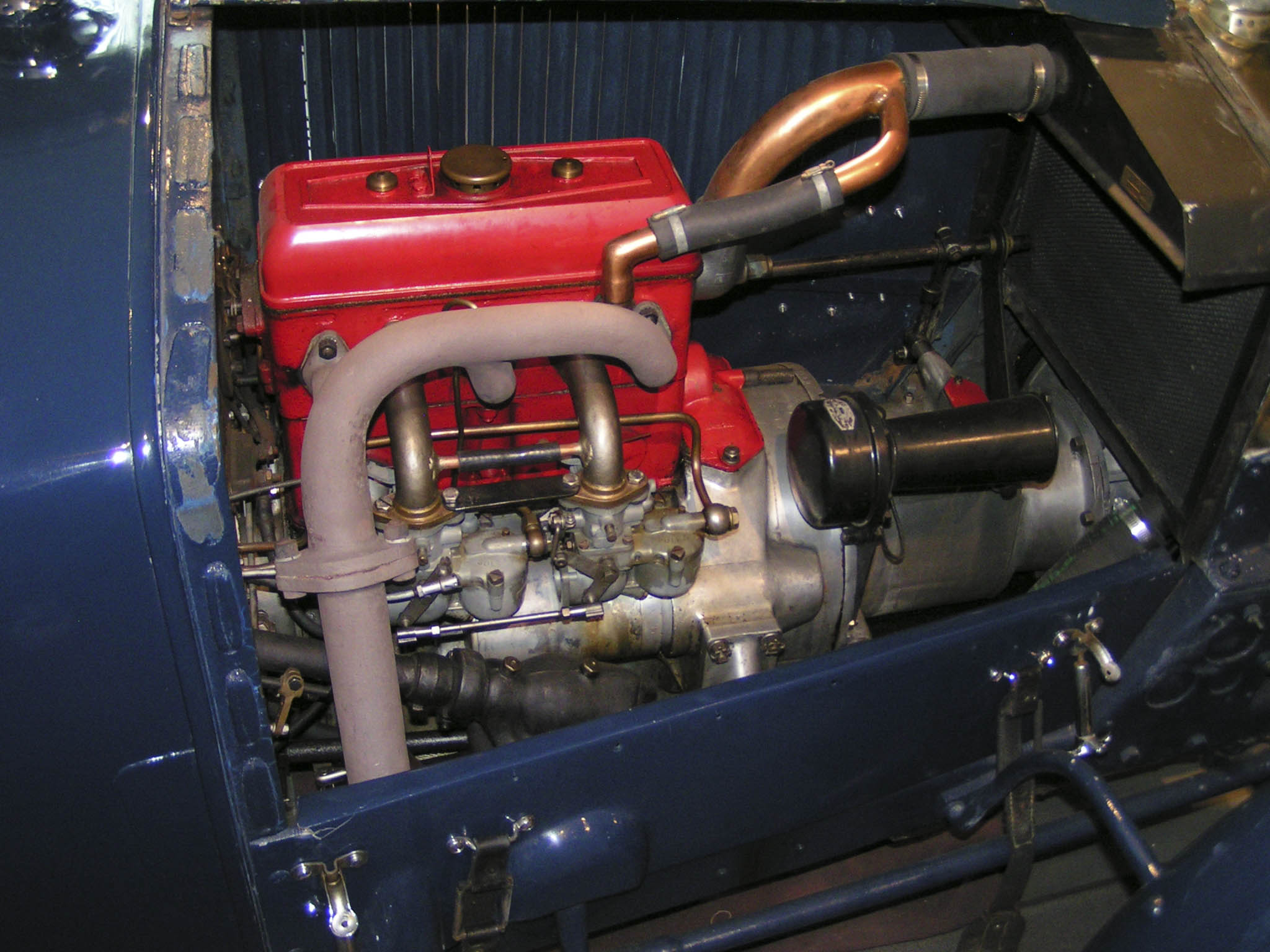
1929 Tracta A Le Mans : moteur SCAP 4 cylindres, 995 cm3, 45 ch.
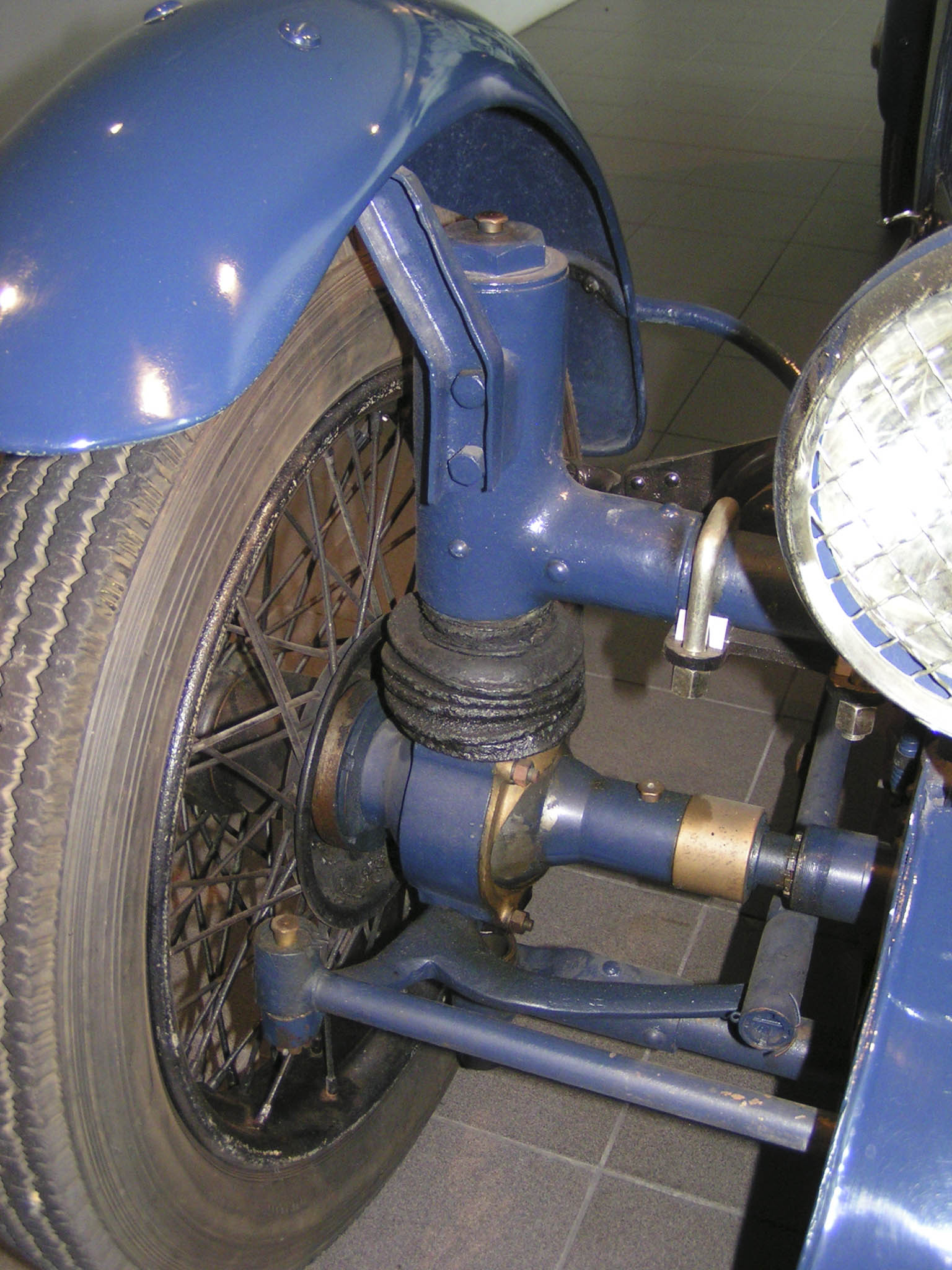
Tracta A Le Mans 1929 : Grégoire fait breveter le train avant à traction avant.